# Bobby Burns
Bobby Burns (* 7. Oktober 1999 in Belfast) ist ein nordirischer Fußballspieler, der bei Heart of Midlothian unter Vertrag steht und an die Newcastle United Jets verliehen ist.

## Karriere

### Verein
Bobby Burns begann seine Karriere in Nordirland. In seiner Jugend spielte er für Lisburn Youth, Cliftonville FC und den Glenavon FC. Für Glenavon gab er am 30. April 2016 sein Debüt in der NIFL Premiership-Saison 2015/16 gegen den Linfield FC. Nach einem weiteren Einsatz in der Saison 2016/17 gegen Glentoran war er in der Spielzeit 2017/18 Stammspieler in der Mannschaft.
Im Mai 2018 unterschrieb der 18-jährige Burns einen Dreijahresvertrag beim schottischen Erstligisten Heart of Midlothian. Für die Hearts debütierte er am 18. Juli 2018 in der Gruppenphase des Scottish League Cup gegen die Cove Rangers. Von August 2018 bis Januar 2019 verliehen ihn die Hearts zum Erstligaaufsteiger FC Livingston.

### Nationalmannschaft
Bobby Burns debütierte am 26. März 2018 in der nordirischen U-21 gegen Island. Im November 2018 wurde er von dem Nationaltrainer der A-Nationalmannschaft Michael O’Neill in den Kader für die Länderspiele gegen Irland und Österreich berufen; Burns blieb aber ohne Einsatz.